# Piragüisme als Jocs Olímpics d'estiu de 1924
Als Jocs Olímpics de 1924 celebrats a la ciutat de París (França) es disputaren per primera vegada sis proves de piragüisme. Tot i que en aquests Jocs aquestes proves formaren part dels esports de demostració el piragüisme va esdevenir esport olímpic en el programa dels Jocs Olímpics de 1936.
Participaren embarcacions de dues nacions (Canadà i Estats Units d'Amèrica) a requeriment del Comitè Organitzador Francès.

## Resum de medalles
| Prova                       | Or                                                                             | Argent                                                                         | Bronze                             |
| Un remer palada simple      | Roy C. Nurse                                                                   | Harry C. Greenshields                                                          | A. A. Lindsay                      |
| Un remer palada doble       | C. W. Havens                                                                   | Roy C. Nurse                                                                   | Harry T. Knight Jr.                |
| Dos remers palada simple    | Harry C. Greenshields · A. A. Lindsay                                          | Roy C. Nurse · G. M. Duncan                                                    | K. M. Knight · Harry T. Knight Jr. |
| Dos remers palada doble     | C. W. Havens · Harry T. Knight Jr.                                             | Roy C. Nurse · G. M. Duncan                                                    | No es concedí                      |
| Quatre remers palada simple | CanadàA. A. Lindsay · Harry C. Greenshields · G. M. Duncan · i Roy C. Nurse    | Estats UnitsJ. F. Larcombe · K. M. Knight · C. W. Havens · Harry T. Knight Jr. | No es concedí                      |
| Quatre remers palada doble  | Estats UnitsJ. F. Larcombe · K. M. Knight · C. W. Havens · Harry T. Knight Jr. | CanadàA. A. Lindsay · Harry C. Greenshields · G. M. Duncan · i Roy C. Nurse    | No es concedí                      |

## Medaller
| Posició | País         | Or | Argent | Bronze | Total |
| 1       | Canadà       | 3  | 5      | 1      | 9     |
| 2       | Estats Units | 3  | 1      | 2      | 6     |

Aquestes medalles no es tenen en compte en el medaller final dels Jocs Olímpics de 1924